# Driftwood Canyon Provincial Park
Der Driftwood Canyon Park ist ein nur 23 Hektar großer Provincial Park im Zentrum der kanadischen Provinz British Columbia. Der Park gehört zur Gruppe der eher kleineren der Provincial Parks in British Columbia und liegt im Tal des Bulkley River, etwa 10 km Luftlinie nordöstlich von Smithers im Regional District of Bulkley-Nechako.

## Anlage
Der Park liegt am Driftwood Creek, einem kleinen orografisch rechtem Zufluss des Bulkley River und wird hauptsächlich durch eine Zugangsstraße von Westen erschlossen, die bei Smithers vom Highway 16, einem Abschnitt des Yellowhead Highways, abzweigt. Der Park liegt im Tal des Bulkley River, welches hier durch die westlich gelegenen Hazelton Mountains und die östlich gelegenen Skeena Mountains, beide Teil der Interior Mountains, geformt wird.
Bei dem Park handelt es sich um ein Schutzgebiet der IUCN-Kategorie III (Naturdenkmal). Gemäß der rechtlichen Grundlage für Parks in British Columbia, dem Protected Areas of British Columbia Act [SBC 2000] Chapter 17, handelt es sich um einen Class A Park.

## Geschichte
Der Park wurde im Januar 1967 auf Grundlage einer privaten Landschenkung eingerichtet. Wie jedoch bei fast allen Provinzparks in British Columbia gilt auch für diesen, dass er lange bevor die Gegend von Einwanderern besiedelt oder sie Teil eines Parks wurde, sie Siedlungs- und/oder Jagd-/Fischereigebiet verschiedener Stämme der First Nations, hier hauptsächlich vom Volk der Wet'suwet'en, war. Bisher wurden im Park jedoch keine kulturellen Artefakte der First Nations identifiziert.

## Paläontologie
Der Park wurde unter anderem gegründet, um eine bedeutende Fossillagerstätte an der Ostseite des Driftwood Creek zu schützen. Ähnliche Fossilienbetten in eozänen Seesedimenten finden sich in der Nähe von Kamloops sowie vom Princeton. Nach einem hier im Park gefundenen Fossil wurde eine Art, der Eosalmo driftwoodensis, benannt.
Die paläontologischen und geologischen Untersuchungen im British Columbia Interior gehen auf Arbeiten zurück, die George Mercer Dawson und John William Dawson in den 1870er bis 1890er Jahren im Auftrag der Geological Survey of Canada in der Provinz durchführten. In der hiesigen Fossillagerstätte wurden zahlreiche und gut erhaltene Insekten- und Fischfossilien (Amia, Amyzon und Eosalmo) gefunden. Fossilien von Pflanzenresten sind dagegen selten. Verschiedene spätere Funde aus dem Park sind heute im Canadian Museum of Nature in Ottawa.

## Flora und Fauna
Das Ökosystem von British Columbia wird mit dem Biogeoclimatic Ecological Classification (BEC) Zoning System in verschiedene biogeoklimatischen Zonen eingeteilt. Biogeoklimatische Zonen zeichnen sich durch ein grundsätzlich identisches oder sehr ähnliches Klima sowie gleiche oder sehr ähnliche biologische und geologische Voraussetzungen aus. Daraus resultiert in den jeweiligen Zonen dann auch ein sehr ähnlicher Bestand an Pflanzen und Tieren. Innerhalb des Ökosystems von British Columbia wird das Parkgebiet der Dry cool Subzone innerhalb der Sub-Boreal spruce Zone zugeordnet (SBSdk).

## Benachbarte Parks
In der Nähe dieses Park befinden sich noch weitere Provincial Parks und andere Schutzgebiete. Nördlich des Parks liegt beispielsweise der Babine Mountains Provinzial Park. Etwas weiter südlich liegen erst die beiden kleineren Parks Call Lake und Tyhee Lake, bevor deutlich weiter im Südwesten der relativ große Burnie-shea Provincial Park liegt.

## Aktivitäten
Der Park verfügt, abgesehen von einem Lehrpfad, über keine touristische Infrastruktur. Bei dem Park handelt es sich um einen sogenannten Dayuse-Park. Im Park führt ein kurzer Lehrpfad die Besucher zu einer freigelegten Felswand aus eozänem Schiefer, der in einem intermontanen See abgelagert wurde. Ursprünglich war hier das private Sammeln von Fossilien erlaubt, um die Jahrtausendwende wurde es jedoch untersagt und im Jahr 2010 der Lehrpfad eingerichtet.